# Су (округ, Небраска)
Округ Су (англ. Sioux County) — округ, расположенный в штате Небраска (США) с населением в 1311 человек по статистическим данным переписи 2010 года. Столица округа находится в деревне Гаррисон.

## География
По данным Бюро переписи населения США округ Су имеет общую площадь в 5354 квадратных километра, из которых 5352 кв. километра занимает земля и 2 кв. километра — вода. Площадь водных ресурсов округа составляет 0,04 % от всей его площади.

### Соседние округа
- Фолл-Ривер (Южная Дакота) — север
- Бокс-Бьютт (Небраска) — восток
- Дос (Небраска) — восток
- Найобрэра (Вайоминг) — северо-запад
- Гошен (Вайоминг) — юго-запад
- Скотс-Блафф (Небраска) — юг

## Демография
| Население округа по десятилетиям |
| 1880 — 699 1890 — 2452 1900 — 2055 1910 — 5599 1920 — 4528 1930 — 4667 1940 — 4001 1950 — 3124 1960 — 2575 1970 — 2034 1980 — 1845 1990 — 1549 2000 — 1475 2010 — 1311 |

По данным переписи населения 2010 года в округе Су проживало 1311 человек, 444 семьи, насчитывалось 605 домашних хозяйств и 780 жилых домов. Средняя плотность населения составляла менее 0,01 человек на один квадратный километр. Расовый состав округа по данным переписи распределился следующим образом: 97,63 % белых, 0,14 % коренных американцев, 0,20 % азиатов, 0,88 % смешанных рас, 1,15 % — других народностей. Испано- и латиноамериканцы составили 2,31 % от всех жителей округа.
Из 605 домашних хозяйств в 28,10 % — воспитывали детей в возрасте до 18 лет, 65,30 % представляли собой совместно проживающие супружеские пары, в 5,10 % семей женщины проживали без мужей, 26,60 % не имели семей. 23,60 % от общего числа семей на момент переписи жили самостоятельно, при этом 9,40 % составили одинокие пожилые люди в возрасте 65 лет и старше. Средний размер домашнего хозяйства составил 2,44 человек, а средний размер семьи — 2,86 человек.
Население округа по возрастному диапазону по данным переписи 2010 года распределилось следующим образом: 24,30 % — жители младше 18 лет, 7,20 % — между 18 и 24 годами, 24,70 % — от 25 до 44 лет, 27,50 % — от 45 до 64 лет и 16,20 % — в возрасте 65 лет и старше. Средний возраст жителей округа составил 42 года. На каждые 100 женщин в округе приходилось 111,00 мужчин, при этом на каждых сто женщин 18 лет и старше приходилось 102,20 мужчин также старше 18 лет.
Средний доход на одно домашнее хозяйство в округе составил 29 851 доллар США, а средний доход на одну семью в округе — 31 406 долларов. При этом мужчины имели средний доход в 23 409 долларов США в год против 21 490 долларов США среднегодового дохода у женщин. Доход на душу населения в округе составил 15 999 долларов США в год. 11,10 % от всего числа семей в округе и 15,40 % от всей численности населения находилось на момент переписи населения за чертой бедности, при этом 24,40 % из них были моложе 18 лет и 7,50 % — в возрасте 65 лет и старше.

## Основные автодороги
- US-20
- US-26
- Автомагистраль 2
- Автомагистраль 29
- Автомагистраль 71

## Населённые пункты
- Гаррисон